# 駱驥 (明朝)
駱驥（1497年—1532年），字汝良，號櫧山，浙江紹興府諸暨縣人，明朝政治人物。同進士出身。

## 生平
治《禮記》，嘉靖十年（1531年）由縣學生中式辛卯科浙江鄉試第四十七名舉人，嘉靖十一年（1532年）聯捷壬辰科會試第一百七十四名，殿試登三甲第一百七十一名進士。觀刑部政，未仕而卒。

## 家族
曾祖駱茂膺；祖駱璁，壽官；父駱鳳岐，教諭；母鄭氏。嚴侍下，妻傅氏。行四，兄驊；騶；騏。弟驗；騰；騄；騵；駟；驤；馳。子駱大武。